# Chinchey
Il Chinchey, o Nevado Chinchey, è una montagna della Cordillera Blanca, sulle Ande, alta 6.222 m. È situato in Perù, nella regione di Ancash.
In lingua quechua il suo nome significa puma. Probabilmente lo si deve al fatto che, esattamente come è difficile scorgere un puma, la montagna si nasconde dietro le cime vicine, tanto che è quasi impossibile vederla dai villaggi attorno alla Cordillera.
Oltre alla sommità principale presenta altre 4 cime dotate di una propria entità: una si stacca dalla cresta est (Chinchey Est o Puntacuerno) e raggiunge i 6.000 m, le altre tre, invece, sono situate sulla cresta nord.

## Alpinismo
I primi a raggiungere la vetta del Chinchey attraverso la cresta nord sono stati Walter Brecht e Hans Schweizer il 2 agosto 1939, durante la campagna esplorativa dell'Alpenverein che si sarebbe conclusa di lì a pochi giorni con la tragica morte per una valanga di tre alpinisti, tra cui lo stesso Schweizer.

### Puntacuerno
Durante una spedizione sul vicino Nevado Purisima, l'americano H. A. Carter scattò una serie di fotografie che sembravano indicare per il Chinchey Est, chiamato anche Puntacuerno, una quota superiore a quella fino ad allora accettata di 5.959 m. Per riuscire a conquistare quello che poteva essere l'ultimo 6.000 inviolato si mossero quindi gli alpinisti peruviani Americo Tordoya e Augusto Ortega che, il 21 agosto 1983, risalirono la parete est dalla laguna Chalhuacocha e, dopo un ultimo tratto sulla cresta nord-est, raggiunsero la cima.

### Catena dei Chinchey Nord
Quando in zona arrivò nel 1967 una spedizione basco-navarra, dei tre picchi sulla cresta nord solo uno aveva già un nome: il Chinchey Nord I (5.987 m) era conosciuto come Pamparaju, a causa della sua cima spianata (in lingua quechua pampa significa “pianura” e raju significa “ghiaccio”, ma anche per esteso “montagna innevata”). Tra giugno e luglio la spedizione riuscì a raggiungere tutti e tre i picchi, ribattezzandoli Ayucaraju (Chinchey Nord II, 5.647 m) e Utsuraju (Chinchey Nord III, 5.500 m). In una foto pubblicata dal quotidiano peruviano El Comercio veniva ripresa la ikurriña sventolante su una delle cime; questo fatto provocò l'arresto degli alpinisti al ritorno nella Spagna retta dalla dittatura di Francisco Franco e, in seguito, la loro espulsione dalle associazioni alpinistiche spagnole.